# Simfonia dels salms
La Simfonia dels Salms és una simfonia coral en tres moviments composta per Ígor Stravinski l'any 1930, durant el seu període neoclàssic.
L'obra va ser encarregada per Serge Koussevitzky per commemorar el 50è aniversari de l'Orquestra Simfònica de Boston. El títol de la simfonia prové de l'ús de textos dels Salms en les parts corals.

## Història
Segons Stravinski, l'encàrrec va sorgir d'un "suggeriment rutinari" de Koussevitzky, que també era el seu editor, perquè escrivís alguna cosa "popular" per a orquestra sense cor. No obstant això, Stravinski va insistir en la idea de la simfonia amb salms, que ja tenia al cap des de feia temps. La tria del Salm 150 es deu, en part, a la popularitat d'aquest text. La simfonia es va escriure a Niça i a Écharvines, prop de Talloires, que era la residència d'estiu de Stravinski en aquells anys. Els tres moviments s'interpreten sense interrupció, i els textos cantats pel cor són versions en llatí de la Vulgata. A diferència de moltes peces compostes per a cor i orquestra, Stravinski va afirmar que no és "una simfonia en la qual he inclòs salms per ser cantats", sinó que "és el cant dels salms el que estic simfonitzant".
Tot i que la peça va ser escrita per a l'Orquestra Simfònica de Boston, l'estrena mundial es va dur a terme a Brussel·les per la Societat Filharmònica de Brussel·les el 13 de desembre de 1930, sota la direcció d'Ernest Ansermet. L'estrena nord-americana va tenir lloc poc després, amb Koussevitzky dirigint l'Orquestra Simfònica de Boston i el cor de la Cecilia Society (preparat per Arthur Fiedler) el 19 de desembre de 1930. La primera gravació va ser realitzada pel mateix Stravinski amb l'Orchestre des Concerts Straram i el Cor Alexis Vlassov al Teatre dels Camps Elisis de París els dies 17 i 18 de febrer de 1931. Un crític va escriure: "El cor, profund, apassionat, canta amb convicció litúrgica i intensitat en una interpretació memorable".

## Anàlisi general
Com en moltes altres obres de Stravinski, incloent-hi Petruixka i La consagració de la primavera, la Simfonia dels Salms empra ocasionalment l'escala octatònica (que alterna tons sencers i semitons), amb un passatge destacat d'onze compassos entre els números d'assaig 4 i 6 en el primer moviment. Stravinski va afirmar que l'arrel de tota la simfonia es troba en "les seqüències de dues terceres menors unides per una tercera major... derivades del motiu de trompeta i arpa al començament de l'allegro en el Salm 150".
Stravinski reflecteix la naturalesa religiosa del text mitjançant tècniques compositives com el contrapunt fugaç, àmpliament utilitzat a l'església durant els períodes renaixentista i barroc. A més, utilitza un gran cor per crear una atmosfera ritual similar a la de l'església.

## Instrumentació
L'obra està escrita per a la següent instrumentació:
| Fusta: 5 flautes (la 5a doblant el flautí) 4 oboès 1 corn anglès 3 fagots 1 contrafagot |  | Metall: 4 trompes en Fa 1 trompeta en Re 4 trompetes en Do 3 trombons 1 tuba |  | Percussió, arpa i teclats: timbales bombo arpa 2 pianos |  | Cordes greus: violoncels contrabaixos |  | Cor mixt SATB |  |

En el prefaci de la partitura, Stravinski expressa una preferència per un cor de nens per a les dues veus superiors.
És notable l'absència de clarinets, violins i violes en la instrumentació.

## Ús del text per Serguei Prokófiev aAleksandr Nevski
Quan componia la música per a la pel·lícula Aleksandr Nevski de Serguei Eisenstein, Prokófiev necessitava un text en llatí per caracteritzar els cavallers teutònics invasors. El text sense sentit, "peregrinus expectavi pedes meos in cymbalis", apareix a la cantata de Prokófiev, basada en la banda sonora de la pel·lícula, en els moviments "Els croats a Pskov" i "La batalla sobre el gel". Kerr suggereix que aquestes paraules van ser preses per Prokófiev de la "Simfonia dels Salms: peregrinus" del primer moviment de Stravinski, "expectavi i pedes meos" del segon, i "in cymbalis" del tercer, com una indirecta a Stravinski.